# Smiths rödkanin
Smiths rödkanin (Pronolagus rupestris) är en däggdjursart som först beskrevs av Andrew Smith 1834.  Smiths rödkanin ingår i släktet rödkaniner och familjen harar och kaniner. IUCN kategoriserar arten globalt som livskraftig.
Denna rödkanin förekommer i två från varandra skilda utbredningsområden, en i centrala Sydafrika och den andra från Kenya över Tanzania till Malawi och Zambia. Arten vistas där i kulliga regioner eller låga bergstrakter. Habitatet utgörs av klippiga gräs- eller buskmarker. Smiths rödkanin äter främst gräs och honor har en eller två ungar per kull.
Arten når en kroppslängd (huvud och bål) av 38 till 53,5 cm, en svanslängd av 5 till 11,5 cm och en vikt mellan 1,3 och 2,05 kg. Pälsen har huvudsakligen en rödbrun till rödaktig färg, ibland med svarta skuggor. Svansen är likaså rödaktig och den har hos flera individer en svart spets. Huvudet avviker genom sin gråaktiga färg. Buken är täckt av vit päls.
Individerna är aktiva på natten. Under dagen vilar de ensamma i gropar som ofta skyddas av stenar eller av en överhängande klippa. I flera fall dokumenterades att kaninen vistas i närheten av hyraxar (Hyracoidea). Troligen kan de så lättare upptäcka fiender. Smiths rödkanin lämnar sin spillning flera gånger på samma plats. Den kan där lätt fångas med fällor. Arten äter gräs, örter och unga växtskott.
Honan föder en eller två ungar efter cirka en månad dräktighet. Före ungarnas födelse fodras boet med torra växtdelar och hår. Ungarna föds blinda och med glest fördelade hår.

## Underarter
Arten delas in i följande underarter:
- P. r. rupestris
- P. r. curryi
- P. r. nyikae
- P. r. vallicola

Tidigare räknades ofta Pronolagus saundersiae som en underart till Smiths rödkanin (P. r. saundersiae), men numera klassas den som en separat art av bland annat IUNC.